# Glorious twelfth
Le Glorious Twelfth (le Douze Glorieux) est une expression désignant le jour du 12 août qui est celui de l'ouverture de la saison de chasse du Lagopède d'Écosse au Royaume-Uni. C'est un des jours de chasse les plus importants de l'année, et de nombreux animaux sont tués ce jour. Cela contribue à accroître l'activité économique dans les zones rurales proches des landes. La date elle-même est traditionnelle et est fixée par le Game Act 1831 (et en Irlande du Nord, le Wildlife (Northern Ireland) Order 1985). Tous les gibiers n'ont pas les mêmes dates d'ouvertures - la plupart commençant le 1er septembre, et le 1er octobre pour le coq de bruyère et le faisan.

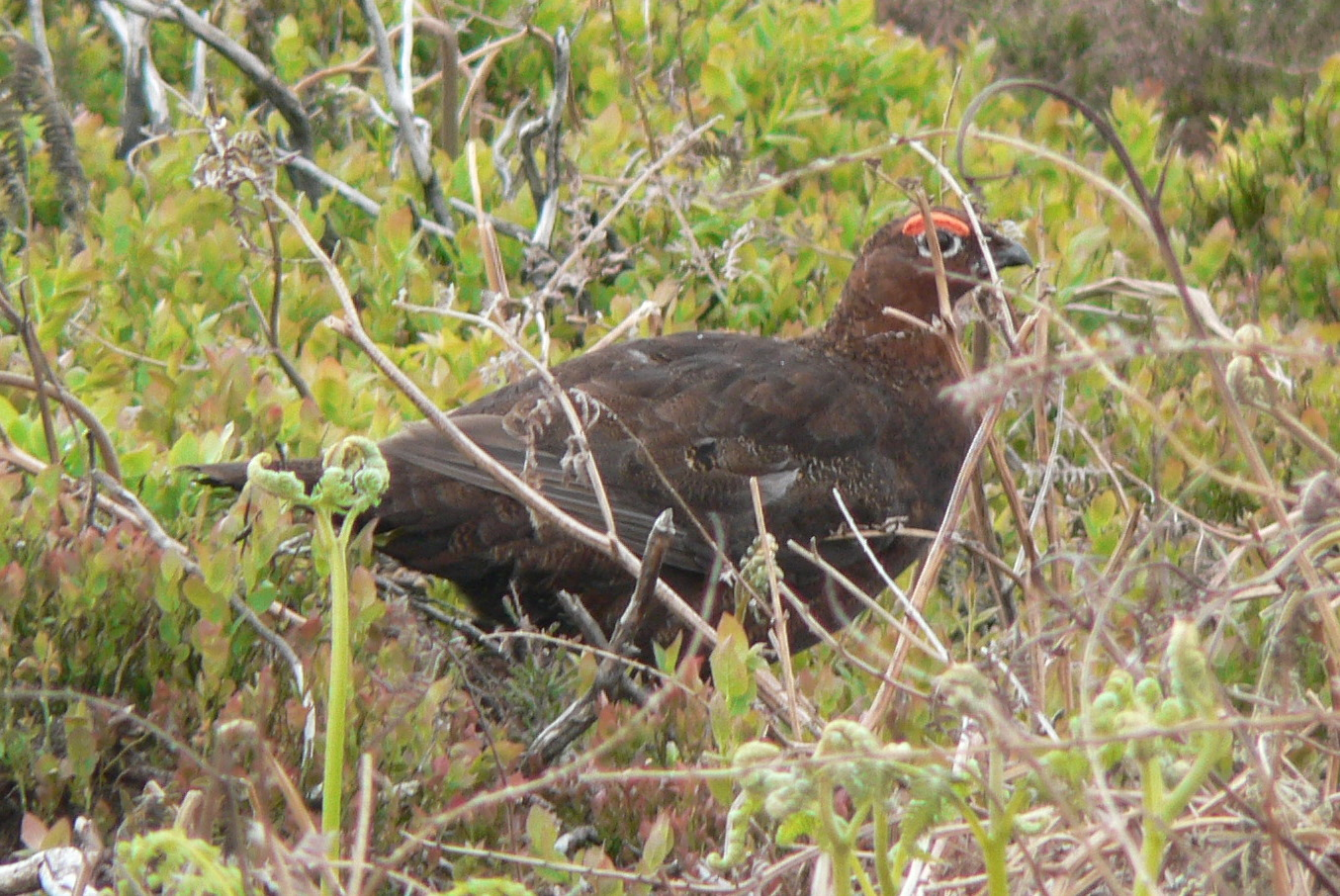
Lagopède d'Écosse

Depuis que la législation britannique a intégré le fait que la saison de chasse ne peut commencer un dimanche, la date est parfois repoussée au 13 août, comme en 2001. et 2007.
Les lagopèdes n'ont jamais été élevés pour la chasse et il n'y a donc jamais de lâchés, et c'est pourquoi leur nombre fluctue d'année en année. Récemment, le Glorious Twelfth a également été touché par des actions anti-chasse, la crise engendré par l'épidémie de fièvre aphteuse de 2001 (qui a conduit à repousser la date par endroits) et les effets du tique du mouton, un scarabée porteur d'un parasite, Trichostrongylus tenuis, ainsi que par les inondations et le mauvais temps de 2007. Parfois, certaines landes ont trop peu de lagopèdes et aucun n'est tué avant septembre.